# Kountori
Kountori är ett arrondissement i kommunen Cobly i Benin. Den hade 11 958 invånare år 2002.